# Brede Å
Brede Å är ett vattendrag i Danmark.  Ån som ligger i Region Syddanmark, i den sydvästra delen av landet, är 48 km lång.

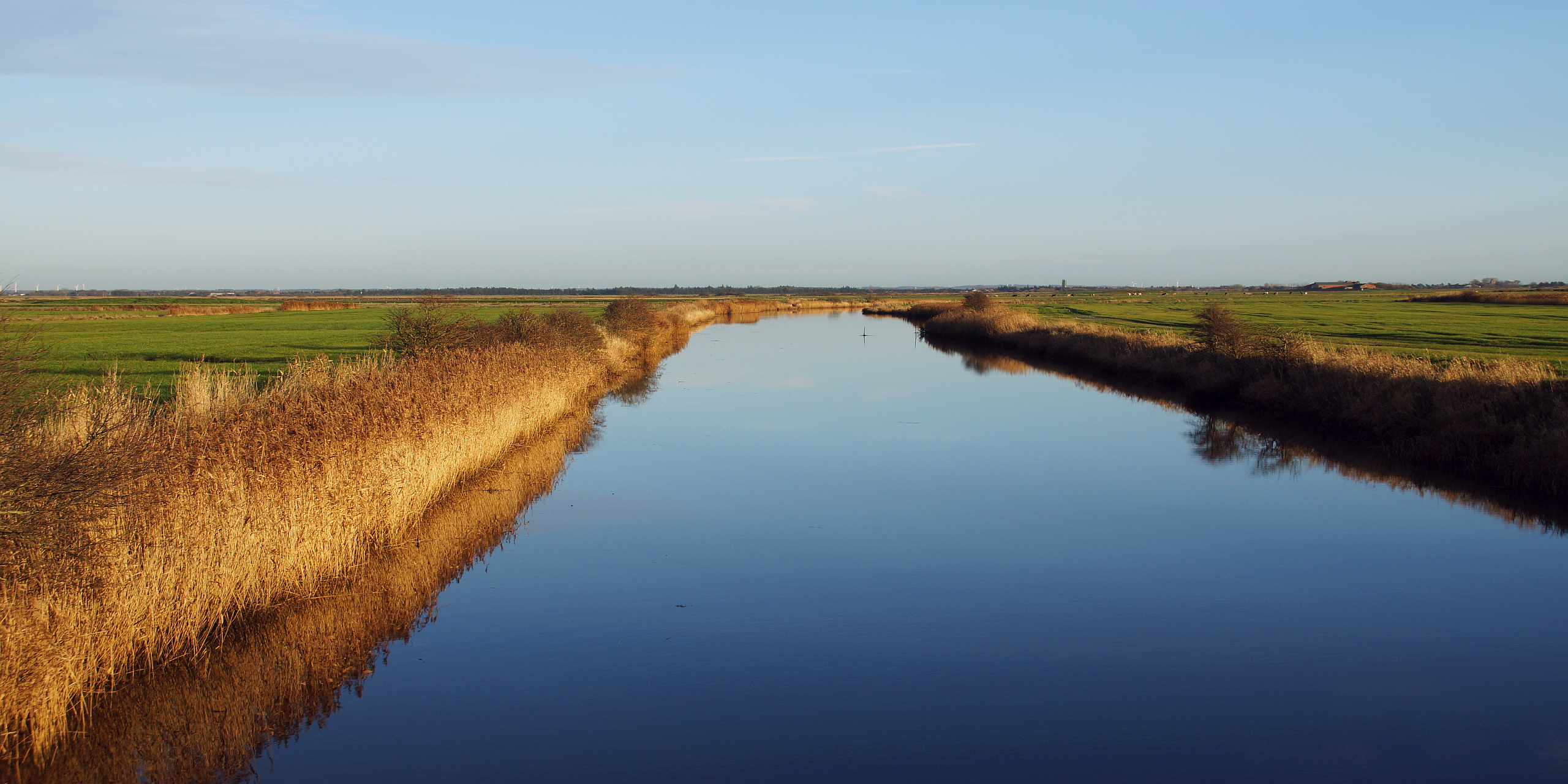
Brede Å i kvällsbelysning

Brede Å rätades, som många andra danska åar, ut för att ge bättre förhållanden för jordbruket. En del av åns ursprungliga förlopp har senare återskapats (1987-88).
Ån har ett rikt djurliv och bland annat leker lax och havsöring här. Dessutom finns det ål, nordsjösik, gädda och harr. På grund av den rika förekomsten av fisk är Brede Å ett populärt sportfiskeområde.